# نادای
نادای (به صربی: Nadalj) یک منطقهٔ مسکونی در صربستان است که در Srbobran Municipality واقع شده‌است. نادای ۲٬۲۰۲ نفر جمعیت دارد.